# Pocillopora eydouxi
Pocillopora eydouxi е вид корал от семейство Pocilloporidae. Възникнал е преди около 5,33 млн. години по времето на периода неоген. Видът е почти застрашен от изчезване.

## Разпространение и местообитание
Разпространен е в Австралия, Американска Самоа, Британска индоокеанска територия, Вануату, Виетнам, Гваделупа, Гуам, Джибути, Египет, Еквадор, Еритрея, Йемен, Израел, Индия, Индонезия, Йордания, Камбоджа, Кения, Кирибати, Кокосови острови, Колумбия, Коморски острови, Коста Рика, Мавриций, Мадагаскар, Майот, Малайзия, Малдиви, Малки далечни острови на САЩ, Маршалови острови, Мексико, Мианмар, Микронезия, Мозамбик, Науру, Никарагуа, Ниуе, Нова Каледония, Остров Рождество, Острови Кук, Палау, Панама, Папуа Нова Гвинея, Провинции в КНР, Реюнион, Салвадор, Самоа, Саудитска Арабия, Северни Мариански острови, Сейшели, Сингапур, Соломонови острови, Сомалия, Судан, Тайван, Тайланд, Танзания, Токелау, Тонга, Тувалу, Уолис и Футуна, Фиджи, Филипини, Френска Полинезия, Хондурас, Чили, Шри Ланка, Южна Африка и Япония.
Обитава океани, морета, заливи и рифове в райони с тропически климат.